# Papiro de Ani

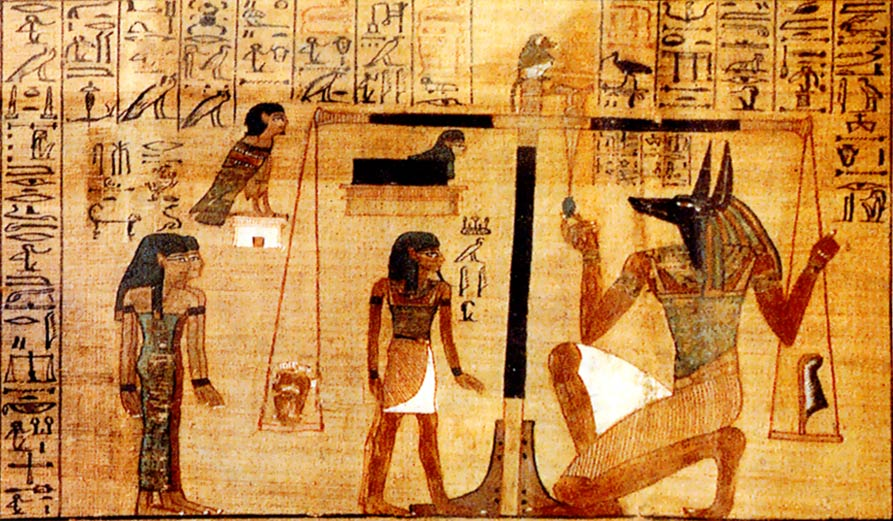
El Papiro de ani: capítulo 125 del Libro de los muertos.

El Papiro de Ani es la versión más conocida del Libro de los muertos. Se calcula que fue escrito durante la dinastía XIX (fuente: museo Británico de Londres) hacia el año 1300 a. C. y, entre todos los textos del Libro que se han encontrado, es el que tiene el mayor número de capítulos, todos decorados con dibujos que explican cada paso del juicio de Osiris.
Es uno de los papiros mayores que nos han llegado, ya que mide casi 24 m. Forma parte de los espolios del Museo Británico desde 1888, cuando lo sustrajo de Luxor Ernest Wallis Budge, agente de compras del museo, en una tumba de la dinastía XVIII.
Se compone de seis secciones. El material está compuesto por tres capas de papiro Las diversas longitudes se han unido con gran cuidado y las reparaciones e inserción de nuevas piezas (placas 25 y 26) se han realizado con destreza. Cuando se encontró originalmente, el papiro era de un color claro, similar al del papiro de Hunefer, pero se oscureció tras ser desenrollado, y algunas secciones se han encogido ligeramente.

## Descripción
Los egiptólogos están de acuerdo en que fue escrito por tres escribas, ya que tiene grafías diferentes aunque de la misma escuela: la cofradía de Deir el-Medina, con las ilustraciones obra de la misma mano, algunas de ellas copias entre sí. El nombre de Ani aparece con una escritura diferente e intercalado en espacios en blanco, por lo que puede ser la persona que lo compró.
Forma parte de la llamada «versión tebana» del Libro, con capítulos sin orden fijo. (Desde la dinastía XXVI hasta la época ptolemaica se usó la «versión saíta», con un orden fijo).
Está compuesto por tres láminas de papiro, pegadas entre sí, y dividido en seis secciones de entre 1,5 y 8 m de longitud cada una. El texto ocupa 23,6 m. Estaba enrollado y sujeto con una banda ancha de papiro.

## Ani
En el texto aparece quién es Ani: «Escriba real verdadero, escriba y administrador de las ofrendas divinas de todos los dioses», «Gobernador del granero de los señores de Abidos y escriba de las ofrendas divinas de los señores de Tebas» y «Amado del señor del Norte y del Sur». Es decir, era un alto cargo pero su título no era honorífico: era escriba verdadero y administrador.
Su esposa, Tutu, era la Señora de la «Casa de las adoratrices de Amón», y está representada con el sistro y el collar, instrumentos de su oficio.
A pesar de que quizá aprovechó un papiro anterior y que por tanto no todo fuera hecho para él, los dibujos sí lo fueron ya que le mencionan a él y a su esposa Tutu. Esto confirma el conocimiento de su oficio, y probablemente además de escoger a los artistas colaboró en su ejecución. Por otra parte, el hecho de estar casado con una sacerdotisa de Amón hace creíbles sus altos cargos.
Teniendo en cuenta que estas copias del Libro de los muertos costaban una fortuna, y que la mayoría de las personas sólo podían enterrar con ellas algún capítulo, a veces sin decorar, este papiro de gran tamaño y muy decorado nos da una idea de la posición social y las riquezas de Ani.

## El texto

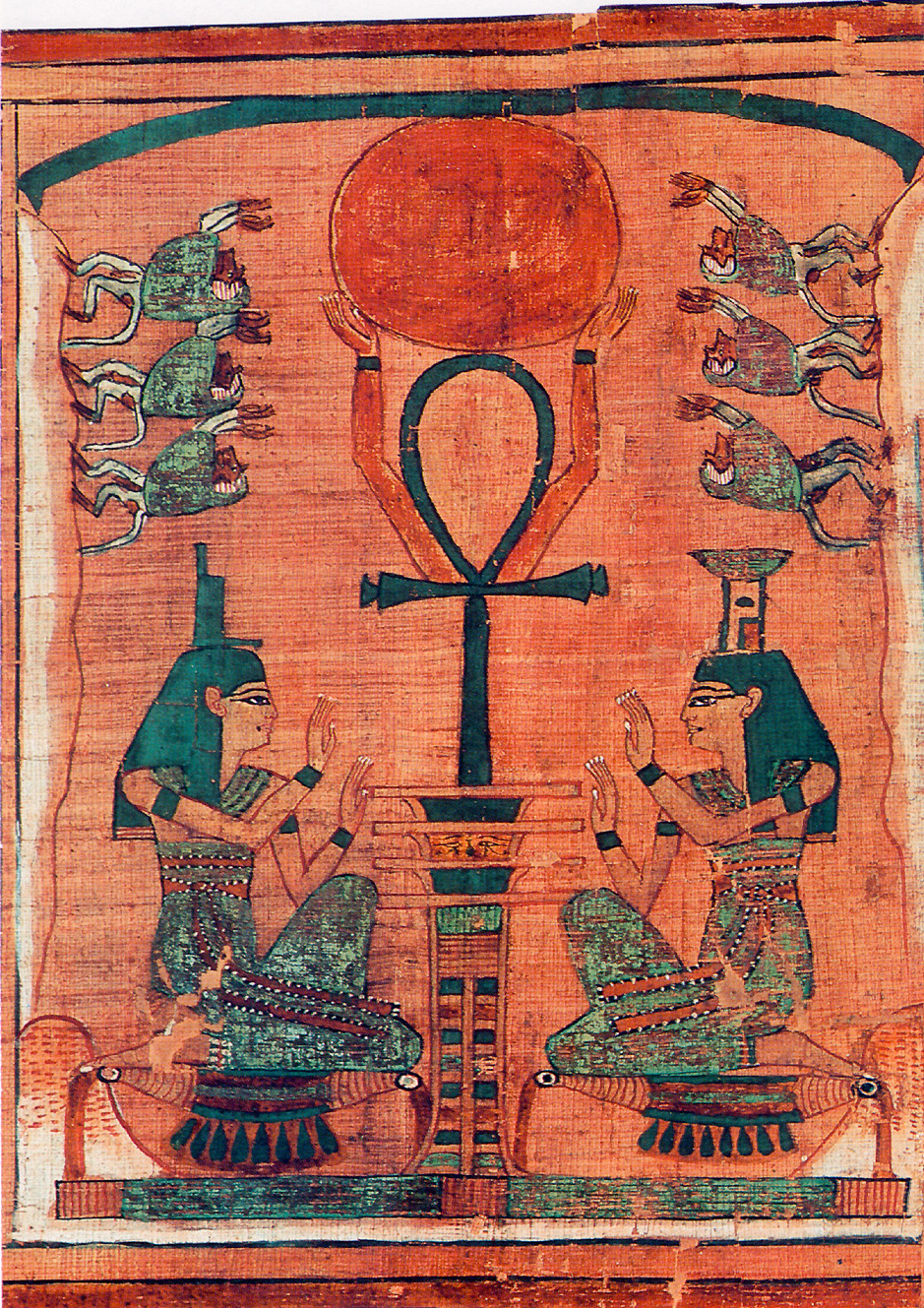
Isis y Neftis ante Osiris, con forma de pilar Dyed. Papiro de Ani.

Parece que el texto se adecuó a las imágenes (y no al revés, que suele ser lo usual). Solo así se explican algunas diferencias con otras versiones, algunos cambios de los signos, así como la repetición del capítulo XVIII o la omisión del XVII, que parecen responder a necesidades simbólicas. Por otra parte, las explicaciones de algunas de las ilustraciones son más complejas que el propio texto.
El libro es un manual detallado de los pasos que el ka del difunto debe seguir en la Duat para sortear los peligros del camino hasta llegar al Juicio de Osiris y superarlo con éxito para vivir eternamente en el Más allá. El nombre real del Libro de los muertos o papiro de Ani es Libro para salir al día, aunque el título, podría traducirse como El libro del eterno despertar. 
Ha sido uno de los libros más influyentes de la historia y el referente religioso de los egipcios durante más de tres mil años. 
La versión del Papiro de Ani constituye por su buena conservación, sus descripciones y por su estructura, la mejor fuente para el estudio del Libro de los muertos y la versión más autorizada de la versión tebana. 
Wallis Budge publicó en 1895 una traducción y transliteración de los jeroglíficos con comentarios descriptivos de las imágenes, una traducción literal y otra adaptada.

## Estilo, errores y omisiones
Contiene varios capítulos del Libro de los muertos, casi todos acompañados de viñetas; y en la parte superior e inferior hay un borde de dos colores: rojo y amarillo. Se han dejado en blanco, al principio y final del papiro, espacios de seis y once pulgadas respectivamente. La parte inscrita está completa, y la pérdida de los pocos caracteres que se dañaron al desenrollar no interrumpe el texto. Fue escrito por tres o más escribas; pero la uniformidad de la ejecución de las viñetas sugiere que se emplearon menos artistas en las ilustraciones. Los títulos de los capítulos, rúbricas, palabras clave, etc., están en rojo. En algunos casos, el dibujante ocupó tanto espacio que el escriba se vio obligado a amontonar el texto (ver la placa 11) y, a veces, lo ha escrito en el margen (placas 14 y 17). Esto prueba que las viñetas fueron dibujadas antes de que el texto fuera escrito.
No todas las secciones del papiro fueron escritas originalmente para Ani, ya que su nombre ha sido agregado en varios lugares por una mano posterior. Sin embargo, como tales adiciones no se producen en la primera sección, que mide 16 pies y 4 pulgadas de largo, se debe concluir que esa sección fue escrita expresamente para él, y que las otras eran copias genéricas con espacios para completar con los nombres de los fallecidos. El escriba que completó el nombre de Ani en estos espacios escribió apresuradamente, ya que en el Capítulo XXXB, línea 2 (placa 15), no dejó espacio para escribir la palabra "Osiris" en la frase "Ani victorioso ante Osiris" (ver placa 1, línea 5); en el Capítulo XLIII, líneas 1 y 2 (placa 17), lo escribió dos veces; en el capítulo IX, l. 1 (placa 18), ha omitido el determinativo en el capítulo XV, línea 2 (placa 20) que debía escribir "Ani, victorioso en la paz" (placa 19), escribió "Ani en triunfo"; en el capítulo CXXV, línea 18 (placa 30), la palabra ### está escrita dos veces, probablemente, sin embargo, con el fin de rellenar la línea, en el Capítulo CLI (placa 34) el nombre está escrito desprolijamente, y el determinativo se omite, y en los Capítulos XVIII (Introducción, placa 12) y CXXXIV (placa 22) el escriba omitió escribir el nombre en dos espacios. Es probable que todas las secciones del papiro se escribieron en la misma época, y que son el trabajo de escribas de la misma escuela; las variaciones en la profundidad del espacio ocupado por el texto y la diferencia en los colores del borde muestran que incluso los mejores escribas no se unieron en un método de preparación unificado de una copia del Libro de los muertos. El texto tiene muchos errores graves: por un descuido extraordinario, incluye dos copias del Cap. XVIII, uno con una introducción inusual y el otro sin introducción; y una gran sección del XVII Capítulo, una de las más importantes de toda la obra, ha sido omitida por completo. Tales errores y omisiones, sin embargo, ocurren en papiros más antiguos que el de Ani, pues en el papiro de Nebseni, que fue escrito en Menfis a principios de la XVIII dinastía, de los Capítulos L, LVI, LXIV, CLXXX, se encuentran dos copias de cada uno, de Capítulos C y CVI, tres copias, y del Capítulo XVII, dos extractos se dan en diferentes partes del papiro.